# Bruce Karlsson
Bruce Karlsson là một nhạc sĩ, nhà sản xuất thu âm và DJ được đề cử giải Grammy. Anh là cựu thành viên của các nhóm nhạc điện tử bao gồm Norin & Rad, cũng như Bad Royale, và hiện là thành viên của nhóm nhạc xuất thần Fatum. Karlsson gần đây đã khởi động dự án solo đầu tiên của mình, Bebi.

## Sự nghiệp
Karlsson bén duyên với âm nhạc điện tử và gặp Nick Sember vào năm 2007. Họ cùng nhau thành lập bộ đôi xuất thần Norin & Rad. Bộ đôi này đã thu được thành công với các bản hit trên Anjunabeats như "Bloom" và "Pistol Whip" cũng như các bản phối chính thức cho Above & Beyond, Andy Moor, Armin Van Buuren và trò chơi điện tử Halo 4. Norin & Rad cũng kết hợp với Andrew Bayer để thành lập Artificial, đã phát hành một vài bài hát trên Anjunabeats vào năm 2014.
Sau khi rời Norin & Rad, Karlsson thành lập Bad Royale cùng với các thành viên Carlos Montes, Kevin Wild và Elias Ghosn. Nhóm đã phát hành một số bản gốc trên Mad Decent và Buygore, cũng như bản phối lại với Diplo cho Migos "Look at My Dab". Bad Royale cũng hợp tác với Major Lazer trong bài hát "My Number".
Karlsson tái xuất trong thế giới xuất thần qua nhóm Fatum được đề cử Grammy. Nhóm đã phát hành các bản nhạc trên Anjunabeats, Armada, Ride Recordings và hơn thế nữa. Fatum vẫn còn hoạt động cho đến ngày nay.
Dự án solo đầu tiên của Karlsson, Bebi, ra mắt vào năm 2019. Kể từ khi ra mắt, anh ấy đã phát hành các bản gốc với những tên tuổi như Dylan Matthew, và đã thực hiện các bản phối lại cho Dillon Francis, Alison Wonderland, Doctor P và Kai Wachi.